# Pinanga angustisecta
Pinanga angustisecta är en enhjärtbladig växtart som beskrevs av Odoardo Beccari. Pinanga angustisecta ingår i släktet Pinanga och familjen Arecaceae. Inga underarter finns listade i Catalogue of Life.